# Molteplici realizzazioni
L'argomento delle molteplici realizzazioni, o della realizzabilità multipla, introdotto per la prima volta da Hilary Putnam, si basa sull'idea che un certo tipo di stato mentale, essendo uno stato funzionale, non può essere identico a un certo stato cerebrale perché i singoli stati mentali che appartengono a quel tipo di stato cerebrale possono essere implementati da stati cerebrali di genere diverso: A non può essere sia identico a B sia a C se B è diverso da C.
Per Putnam, quindi, uno stato mentale coincide con l'essere una proprietà funzionale che può appartenere a differenti stati fisici da cui può essere implementata, ma non è un insieme di stati cerebrali che invece implementano certe proprietà funzionali. In questo Putnam differisce drasticamente da Lewis ed Armstrong e quindi dalla teoria dell'identità.
Si tratta della tesi chiave del funzionalismo in filosofia della mente, ed è uno degli argomenti spesso proposti per affermare la possibilità di una intelligenza artificiale: se stati neurologici diversi possono realizzare uno stesso stato mentale, anche un "hardware" diverso, come quello informatico, potrebbe realizzare questi stessi stati, essendo definiti in maniera puramente funzionale.